# Jonadi
Jonadi község (comune) Olaszország Calabria régiójában, Vibo Valentia megyében.

## Fekvése
A megye központi részén fekszik. Határai: Filandari, Mileto, San Costantino Calabro, San Gregorio d’Ippona és Vibo Valentia.

## Története
A 14. században alapították. Hosszú ideig Mileto része volt. A 19. század elején vált önálló községgé, amikor a Nápolyi Királyságban felszámolták a feudalizmust. Korabeli épületeinek nagy része az 1905-ös calabriai földrengésben elpusztult.

## Népessége
A népesség számának alakulása:

## Főbb látnivalói
- 'Santa Maria Maggiore-templom
- Santa Maria degli Angeli-templom